# Hidžab
Hidžab (arapski: حجاب) - veo ili marama, koju nose neke žene islamske vjeroispovijesti kojom se pokriva kosa. Hidžab ne obuhvaća pokrivanje lica i ruku. Pojam hidžaba u užem smislu koristi se kao sinonim za pokrivanje kose maramom, a u širem smislu kao poseban stil odijevanja koji je u skladu s islamskim normama. Hidžab je jedna od osnovnih vjerskih obaveza svake punoljetne žene muslimanke. Kada je u pitanju hidžab tj. pokrivanje kose, naredba u vezi s tim eksplicitno je sadržana u kur'anskom tekstu (An-Nur 24:31).
Dakle, hidžab je sastavni dio vjerskog obreda, a ne samo znak koji upućuje na privrženost islamu. Škole islama daju hidžabu širu simboliku i značenje predstavljajući ga kao simbol skromnosti, privatnosti i morala.

## Etimologija
Doslovce se, ova arapska riječ prevodi kao zavjesa ili pokrivanje.